# Johann Nepomuk Schelble

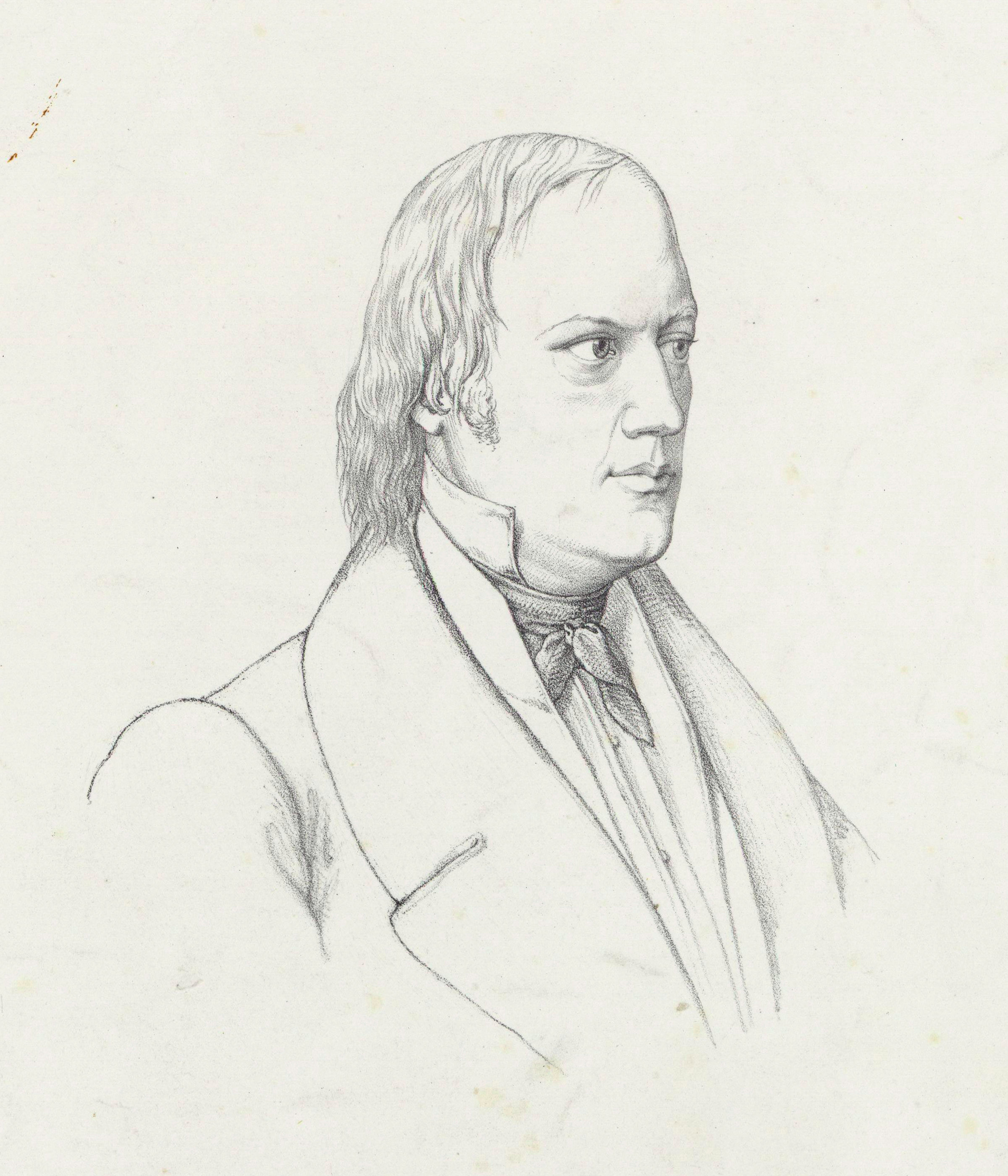
Johann Nepomuk Schelble

Johann Nepomuk Schelble (* 16. Mai 1789 in Hüfingen bei Donaueschingen; † 6. August 1837 ebenda) war ein deutscher Dirigent, Komponist, Sänger (Tenor) und Pädagoge. Bekannt ist er als Gründer des Cäcilienchors Frankfurt und als Pionier der Aufführung von Werken Johann Sebastian Bachs.

## Leben
Johann Nepomuk Schelble stammte aus einem alten Hüfinger Bürgergeschlecht, das mehrere Maler und Fassmaler hervorgebracht hat, aber auch die Musik pflegte. Er war der einzige Sohn unter 14 Kindern von Franz Josef Schelble, einem „Klavierlemacher, Fassmaler und Zuchtmeister“ (Verwalter) der fürstlich-Fürstenbergischen Korrektionsanstalt von Hüfingen bei Donaueschingen, wo er aufwuchs. Seine Mutter Katharina Götz stammte aus einer alten Familie von Ölmüllern. Eine Schwester, Maria Josepha Schelble, heiratete am 17. Mai 1813 in Hüfingen den Oberlehrer, Bildhauer und Unternehmer Lucian Reich, sie wurden die Eltern der Künstler Lucian Reich und Franz Xaver Reich. Eine andere Schwester, Katharina Schelble, heiratete den Tuchfabrikanten Johann E. Nober. Zu den Nachfahren beider Familien, die auch untereinander heirateten, gehört u. a. die Dirigentin, Malerin und Schriftstellerin Hortense von Gelmini. Schelble heiratete 1820 Molli Müller aus Königsberg. Die Ehe blieb ohne Kinder. Zeitlebens behielt er ein herzliches Verhältnis zu seinen Verwandten in Hüfingen, wo er 1824/25 ein „Landgütchen“ erwarb, das er sein „Ruhetal“ nannte. Mit 48 Jahren starb Schelble in den Armen seiner Frau am Eingang seines Hüfinger Hauses an der Bräunlinger Straße. Seine Witwe heiratete 1842 Georg Konrad aus St. Georgen im Schwarzwald.

### Ausbildung
Beide Eltern von Schelble waren sehr musikalisch; der Vater brachte ihm das Klavierspielen bei, die Mutter als ehemalige Chorsängerin das Singen. 1800 bis 1803 war er Chorknabe im Kloster Obermarchtal, wo er u. a. Sixtus Bachmann hörte. Als das Kloster 1803 aufgehoben wurde, kehrte er zu seiner Familie zurück. Dort spielte er neben dem Klavier (schon damals inspirierte ihn die Schrift „Über Johann Sebastian Bachs Leben und Kunstwerke“ von Johann Nikolaus Forkel) auch Piccoloflöte in der Stadtmusik Hüfingen. Danach besuchte Schelble das Gymnasium in Donaueschingen, wo er – gefördert durch den Fürsten zu Fürstenberg (schwäbisches Adelsgeschlecht) – den tüchtigen, wenn auch einseitig gebildeten Lehrer Weiße fand. Dort wirkte er bei Aufführungen des Fürstlich-Fürstenbergischen Hoftheaters mit. Auf Wunsch seines Vaters trat Schelble in das Fürstlich-Fürstenbergische Hauptarchiv ein und wurde Hofkammerexpeditor. Gegen den Widerstand seiner Eltern wollte er 1807 nach Darmstadt zu dem Komponisten Georg Joseph Vogler gehen, blieb aber dann, nach einem kurzen Aufenthalt in Hechingen in Stuttgart, wo der Hofsänger Krebs sein väterlicher Freund wurde.

### Sänger und Pädagoge in Stuttgart
Auf Vermittlung von Krebs durfte Schelble in Stuttgart vor dem König singen und bekam mit 19 Jahren eine Anstellung als königlicher Opernsänger (Hofsänger) mit 1000 Gulden Jahresgehalt. Sechs Jahre blieb er hier, bis 1814, er sang als Tenor. Nebenbei studierte er Komposition, komponierte selbst und unterrichtete ab 1812 am dortigen königlichen Musikinstitut. Schelble setzte sich zeitlebens für die musikalische Früherziehung von Kindern ein und entwickelte eine eigene Methode zur Entwicklung des Gehörs, die als „Schelbles Lehrmethode“ bekannt wurde, die aber in Vergessenheit geriet, da Schelble keine Aufzeichnungen hinterlassen hat.

### Sänger und Komponist in Wien, Pressburg und Berlin
Ab 1813 folgten Gastspiele und Tourneen durch Österreich und Preußen; längere Engagements hatte er an 1814 am Hofoperntheater in Wien, 1815 in Pressburg und 1816 in Berlin. Man bewunderte die Stimme von Schelble, mit der er insbesondere bei Mozart-Opern Triumphe feierte, jedoch brachte er es als Opernsänger wegen seines steifen Spiels, aber auch aus gesundheitlichen Gründen, nicht zu einer dauernden Stellung.

### Sänger, Dirigent und Gründer desCäcilienvereinsin Frankfurt
1816 sang Schelble auf Vermittlung seines Freundes Clemens Brentano an der Oper und wirkte auch als Dirigent und Musikdirektor der Abteilung Vokalmusik an der Musikakademie in Frankfurt am Main, wo ihm ab 1819 auch das Orchester unterstellt war; hier wurde er auch Mitglied einer Freimaurerloge. 1819 legte er fast alle Ämter nieder und war dann nur noch für den Chor, den er mit seinem Freundeskreis ein Jahr zuvor in seiner Wohnung gegründet hatte, tätig. Seit dieser Zeit schuf er fast nur noch Kompositionen, die auf seinen Chor ausgerichtet waren. Zur Uraufführung kamen sie dann auch durch Schelbles Chor. Er wurde von Schelble 1821 in „Cäcilienverein“ (heute: Cäcilien-Chor) umbenannt und zahlte ihm ab diesem Jahr ein festes Gehalt. Vor allem wurden Chorwerke von Händel, Cherubini, Mozart, Rossini, Palestrina, Durante, Scarlatti, Lotti u. a. aufgeführt, seit 1828 fast nur noch die großen Chorwerke von Johann Sebastian Bach. Der Chor, den er selbst dirigierte, hatte schon ein Jahr nach seiner Gründung 73 und im Jahre 1832 über 100 Mitglieder.
1822 besuchte der 13-jährige Felix Mendelssohn Bartholdy Schelble erstmals in Frankfurt. Mit ihm bestand eine lebenslange Freundschaft. Mendelssohn komponierte in Schelbles Wohnung größere Chorwerke und holte sich bei neuen Kompositionen seinen Rat ein. Schelble kannte auch Beethoven, 1827 erwarb er für seinen Chor eine handschriftliche Kopie der Partitur der Missa Solemnis. In Frankfurt wohnten in Schelbles Haus auch seine Neffen Franz Xaver Reich und Lucian Reich. Zu Schelbles Schülern gehörten u. a. die Hüfinger Künstler Franz Xaver Gleichauf und Rudolf Gleichauf.

### Existenzkampf und Tod
Nach einem Jahrzehnt lief 1831 die Förderung des Cäcilienvereins durch wohlhabende Freunde aus. Schelble musste den Verein auf eigene Kosten weiterführen, was ihn zur Aufbesserung seiner Einkünfte zu einer aufreibenden Lehrtätigkeit zwang. 1837, mit erst 48 Jahren, war er gesundheitlich so hinfällig, dass er zur Erholung in seine Heimatstadt Hüfingen fuhr, dort aber nach wenigen Monaten verstarb.

## Würdigung
„Man kann kaum glauben, wie viel ein einziger Mensch, der was will, auf alle andern wirken kann; S. steht dort ganz allein...Er hat sich einen sehr bedeutenden Wirkungskreis geschaffen und die Leute im eigentlichsten Sinne weiter gebracht …“

„Die Leute singen mit so viel Feuer und so zusammen, daß es eine Freude ist …“

Franz Xaver Gleichauf charakterisiert seinen Lehrer Schelble sehr treffend mit dem Zitat:

„Er sah das Komponieren zur Bildung seines eigenen musikalischen Empfindens und Geschmackes an …“

## Nachwirkung
Nach Carl Friedrich Zelter und vor Mendelssohn, der Schelble als Dirigent des Cäcilienvereins öfter vertrat, gehörte Schelble maßgeblich zu den Wiederentdeckern und Förderern der Musik des Thomaskantors und war damit ein Wegbereiter bei der Gründung der Bach-Gesellschaft. Schelbles Aufführung der Matthäus-Passion von Johann Sebastian Bach kam 1829 – wegen widriger Umstände – Felix Mendelssohn Bartholdy durch seine berühmt gewordene Aufführung um nur zwei Monate zuvor.
Seit einigen Jahren befindet sich die Bibliothek des Cäcilienvereins als Dauerleihgabe in der Musik- und Theaterabteilung der Universitätsbibliothek Frankfurt am Main.

## Werke
- „Ewige Ruhe“, Gebet für die Abgestorbenen. – Bonn, Simrock 1823.
- Graf Adalbert, Oper
- Deutsche Messe

## Ehrungen
In Hüfingen ist die Nepomuk-Schelble-Straße nach ihm benannt 47° 55′ 20″ N, 8° 29′ 35,1″ O.